# Kisela Voda
Kisela Voda (in macedone Кисела Вода?) è uno dei dieci comuni che compongono la città di Skopje. La sua popolazione è di 58 216 abitanti (dati 2002).

## Geografia fisica
Il comune confina con Karpoš a nord-ovest, con Centar a nord, con Aerodrom a nord-est, con Studeničani a sud e con Sopište a ovest.

## Società

### Evoluzione demografica
La popolazione è così suddivisa dal punto di vista etnico:
- Macedoni = 52 478
- Serbi = 1 426

## Località
Il comune è composto dalle seguenti località:
- Kisela Voda
- Usje
- Dračevo
- Pintija
- 11 Oktomvri
- Pržino
- Crniče
- Ohis